# Stromateus brasiliensis
Stromateus brasiliensis és una espècie de peix marí pertanyent a la família dels estromatèids i a l'ordre dels perciformes.

## Descripció
El seu cos fa 38 cm de llargària màxima i és de color verd blau al dors, blanc argentat al ventre i presenta molts punts arrodonits i de color blau fosc a la meitat superior del cos. Les parts distals de les aletes són més fosques que la resta. Aletes dorsal i anal sense espines. 47-56 radis tous a l'única aleta dorsal i 40-48 a l'anal. 19-21 radis tous a les aletes pectorals. Aleta caudal bifurcada. Absència d'aleta adiposa. 43-46 vèrtebres. 1 única línia lateral, la qual és contínua.

## Reproducció
És externa i els progenitors no tenen cura ni dels ous ni dels alevins. La posta té lloc a prop de la costa i els joves viuen en estreta associació amb meduses.

## Alimentació i depredadors
A l'Argentina es nodreix de zooplàncton i el seu nivell tròfic és de 3,88. A l'Uruguai és depredat pel dofí del Plata (Pontoporia blainvillei), a l'Argentina pel dofí fosc (Lagenorhynchus obscurus) i Zearaja chilensis, i a les illes Malvines per l'agullat (Squalus acanthias).

## Hàbitat i distribució geogràfica
És un peix marí, bentopelàgic (entre 22 i 133 m de fondària, normalment fins als 100) i de clima subtropical, el qual viu a l'Atlàntic sud-occidental: des del sud del Brasil fins a l'Uruguai, les illes Malvines i la Terra del Foc (l'Argentina).

## Observacions
És inofensiu per als humans i el seu índex de vulnerabilitat és de baix a moderat (31 de 100).